# 卡利斯特拉特·库措夫
卡利斯特拉特·库措夫（羅馬尼亞語：Calistrat Cuțov，1948年10月10日—2025年3月19日），罗马尼亚男子拳击运动员。他曾代表罗马尼亚参加1968年、1972年和1976年夏季奥林匹克运动会拳击比赛，获得一枚铜牌。